# Sportowe Towarzystwo Ukraina
Il Sportowe Towarzystwo Ukraina, meglio conosciuto come Ukraina Lwów, era una società di calcio polacca, con sede a Leopoli.

## Storia

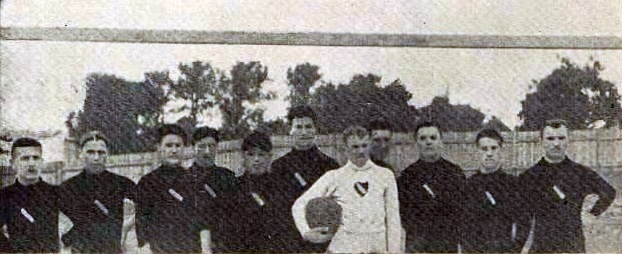
La squadra nel 1912

Il club venne fondato nel 1911 a Leopoli, quando la città era parte dell'impero austro-ungarico, come espressione della locale comunità ucraina.
Nel 1928 entrò nella federazione calcistica polacca, sollevando le proteste dei nazionalisti ucraini.
La squadra militò dal 1928 al 1935 e dal 1936 al 1939 nella serie cadetta polacca, nel girone di Leopoli. Ha vissuto il momento di maggior successo negli anni immediatamente precedenti la seconda guerra mondiale, ottenendo due secondi posti nel suo girone.
La squadra giocò saltuariamente alcuni incontri durante l'occupazione tedesca nel cosiddetto Governatorato Generale, e venne chiusa dalle autorità sovietiche quando la città di Leopoli passò sotto il controllo di Mosca nel 1944.

## Colori e simboli
La società usò sino al 1925 i colori bianco e nero, per poi assumere come colore ufficiale anche il rosso.

## Strutture
Giocava nello stadio Sokiła Bat’ko ma utilizzò anche gli stadi del Pogoń Lwów e del Czarni Lwów.